# Cleora oculata
Cleora oculata är en fjärilsart som beskrevs av Fletcher 1967. Cleora oculata ingår i släktet Cleora och familjen mätare. Inga underarter finns listade i Catalogue of Life.